# Bledius turbulentus
Bledius turbulentus är en skalbaggsart som beskrevs av Thomas Casey 1889. Bledius turbulentus ingår i släktet Bledius och familjen kortvingar. Inga underarter finns listade i Catalogue of Life.